# 伊拉吉·哈里奇
伊拉吉·哈里奇·大不里兹（波斯語：ایرج حریرچی تبریزی；1966年—），伊朗醫生、政治家。出生於大不里士，現為德黑蘭醫學院教授。
他於2014年10月12日就任伊朗衞生及醫療教育部副部長兼發言人。2019年2月4日起任伊朗衞生及醫療教育部副部長。
2020年初，伊朗爆發2019冠狀病毒病疫情。2月24日庫姆的國會議員艾哈邁德·阿米拉巴迪揭發當地真實死亡人數為50人。同日哈里奇在新聞發佈會上否認了這一消息，哈里奇聲稱當地僅有12人死亡。有媒體發現他在新聞發佈會上有咳嗽和流汗的症狀。翌日，他被確診感染了2019冠狀病毒病，並接受了隔離。3月12日，赛义德·纳马基指出他已經完全康復。